# Flo Hyman
Flora Jean "Flo" Hyman, född 31 juli 1954 i Los Angeles, USA, död 24 januari 1986 i Matsue, Japan, var en amerikansk volleybollspelare.
Hyman blev olympisk silvermedaljör i volleyboll vid sommarspelen 1984 i Los Angeles. Hon dog i samband med en match i japanska ligan 1986 på grund av aortadissektion orsakad av att hon hade Marfans syndrom (vilket inte var känt före hennes död). Det amerikanska volleybollförbundet delar efter henne ut Flo Hyman Memorial Award till årets bästa volleybollspelare. Sports Illustrated rankade henne 2000 som 69:e mest framstående kvinnliga idrottare någonsin.